# Csodás négyes
A Csodás négyes (eredeti cím: The Fabulous Four) 2024-ben bemutatott amerikai filmvígjáték, amelyet Ann Marie Allison és Jenna Milly forgatókönyvéből Jocelyn Moorhouse rendezett. A főbb szerepekben Susan Sarandon, Bette Midler, Megan Mullally, Sheryl Lee Ralph, Bruce Greenwood, Timothy V. Murphy és Michael Bolton látható.
Az Amerikai Egyesült Államokban 2024. július 26-án jelent meg a Bleecker Street forgalmazásában. Magyarországon a FilmBox Premium mutatta be 2025. március 8-án.

## Cselekmény
A korosodó barátnők, Kitty és Alice meghívást kapnak életre szóló barátjuk, Marilyn esküvőjére. Abban reménykedve, hogy újra összehozzák régi társaságukat, elhatározzák, hogy meghívják régi barátjukat, Lou-t is, akinek azonban drámai összeveszése volt Marilynnel, miután az elszerette a barátját, Johnt, és vele szökött el. Kitty és Alice egy trükkel csábítják el Lou-t a Key Westre: azt hazudják neki, hogy megnyerte a Hemingway-ház nyereményjátékát, amelyben egy sokujjú macskát sorsoltak ki.  
Amikor Kitty, Alice és Lou megérkeznek Key Westre, találkoznak Marilynnel az otthonában. Dühösen Lou azonnal el akar menni, főleg miután rájön, hogy Kitty és Alice hazudtak a macskás nyereményről. Kitty meggyőzi, hogy maradjon, de Lou-t továbbra is feszélyezi Marilyn jelenléte és az állandó emlékeztetők elhunyt exférjére.  
Miközben esküvői ruhákat próbálnak, Lou ismét feldúlt lesz, amikor Marilyn megemlíti Johnnal való szökését. Lou kisiet az üzletből, és az utcán találkozik egy Ted nevű férfival. Miután megakadályoz egy lopási kísérletet, amelyben Ted biciklijét próbálják ellopni, izgatott lesz a gondolattól, hogy talán újra esélye van egy kapcsolatra.
Másnap Marilyn elviszi a többieket egy hajókirándulásra, hogy kipróbálják a parasailinget. Alice egy tengeri betegséggel küzdő Lou-nak kannabiszos csokit ad, hogy megnyugtassa. Amíg a többiek a levegőben vannak, Lou összebarátkozik a hajó kapitányával, Ernie-vel, aki kannabiszos gumicukrot kínál neki. A hatás alatt álló Lou véletlenül elvágja a kötelet, amely a többieket a hajóhoz rögzítette. Amikor Marilyn és a többiek a partra érnek, Marilyn nevet Lou-n, ami miatt Lou dühösen kiosztja őket, amiért hazudtak neki, és kifakad Marilyn TikTok-függőségére is.  
Marilyn, Kitty és Alice egy leánybúcsút szerveznek egy sztriptízklubban. Kitty megdöbbenve fedezi fel, hogy az egyik sztriptíztáncos az unokája, Nathan, akit az anyja kirúgott otthonról, miután coming outolt melegként. Másnap Marilyn elviszi a barátnőit a Hemingway-házba, hogy bemutassa nekik a vőlegényét, Bradley-t. Lou megdöbbenve veszi észre, hogy Bradley valójában Ted, akivel előző nap találkozott.  
Az esküvő napján Lou és Marilyn összekapnak, és Marilyn dühében kirúgja Lou-t a koszorúslányok közül. Később azonban Marilyn idegösszeomlást kap, és bocsánatot kér Lou-tól. Az esküvőn Marilyn és Bradley rájönnek, hogy túl gyorsan ugrottak bele a házasságba, és úgy döntenek, inkább barátok maradnak.  
Lou-t végül Ernie rábeszéli, hogy költözzön Key Westre, hogy új fejezetet nyisson az életében.

## Szereplők
| Szerep           | Színész              | Magyar hang        |
| ---------------- | -------------------- | ------------------ |
| Lou              | Susan Sarandon       | Kovács Nóra        |
| Marilyn          | Bette Midler         | Menszátor Magdolna |
| Alice            | Megan Mullally       | Zakariás Éva       |
| Kitty            | Sheryl Lee Ralph     | Kocsis Mariann     |
| Amanda           | Sophie von Haselberg |                    |
| Dr. Rhonda Brown | Déjà Dee             |                    |
| önmaga           | Michael Bolton       |                    |
| Leslie           | Brandee Evans        |                    |
| Ted              | Bruce Greenwood      | Rosta Sándor       |
| Shivani          | Renika Williams      |                    |
| Sheila           | Abigail Dolan        | Bogdányi Titanilla |
| Brandon          | David Goren          |                    |
| Nathan           | Kadan Well Bennett   | Czető Roland       |
| Ernie kapitány   | Timothy V. Murphy    |                    |

### Magyar változat
- Magyar szöveg: Erős Ágnes
- Hangmérnök és vágó: Hegyessy Ákos
- Gyártásvezető: Mészáros Szilvia
- Szinkronrendező: Tarján Péter
- Produkciós vezető: Legény Judit

A szinkront a Laborfilm Szinkronstúdió készítette el.

## A film készítése
2022 májusában jelentették be, hogy Susan Sarandon, Bette Midler és Megan Mullally csatlakozott a szereplőgárdához, a filmet Jocelyn Moorhouse rendezte Jenna Milly és Ann Marie Allison forgatókönyvéből. 2022 októberében Sissy Spacek csatlakozott a stábhoz, a Bleecker Street pedig megszerezte a film forgalmazási jogait. 2023 októberében Sheryl Lee Ralph, Bruce Greenwood és Timothy V. Murphy is csatlakozott a szereplők köreihez, Ralph Spacek helyére lépett, aki ütemezési problémák miatt távozott.
A forgatás 2023 szeptemberében kezdődött a Georgia állambeli Savannahban, a SAG-AFTRA átmeneti megállapodásának megkötésével.

## Fogadtatás

### Bevétel
A film a nyitóhétvégén 1045 moziból 1 millió dollárt hozott, ezzel a nyolcadik helyen végzett a jegypénztáraknál.

### Kritikai visszhang
A Rotten Tomatoes weboldalon 26%-os értékelést ért el 50 kritika alapján, az átlagos értékelése 3,9 pont a tízből. A honlapon a konszenzus a következőképpen hangzik: „Ez a négy hölgy valóban mesés, de sokkal inspiráltabb forgatókönyvet érdemelt volna”. A Metacritic oldalán 15 kritikus 100-ból 44 pontot adott a filmre, ami „vegyes vagy átlagos” értékelést jelent. 
Nell Minow a RogerEbert.com-tól a négyből másfél csillagot adott a filmre, és azt írta: „A sztárok mindent megtesznek, hogy melegséget és karizmát hozzanak a bűnösen alulírt, buta bohóckodásba keveredő karaktereknek. Vannak szép pillanatok, amikor énekelnek, köztük egy duett Michael Boltonnal(!). Csak azt kívánjuk, bárcsak koncertfilm lenne. Vagy ahogy Gene Siskel szokta mondani, jobban járnánk, ha egy olyan filmet néznénk, amelyben a négy színésznő üldögél és beszélget az életéről.”